# Saurita geralda
Saurita geralda là một loài bướm đêm thuộc phân họ Arctiinae. Loài này được William Schaus mô tả năm 1924. Loài này có ở Venezuela.